# Lo prohibido
Lo prohibido es una novela del escritor español Benito Pérez Galdós publicada en dos tomos en noviembre de 1884 y marzo de 1885, dentro del ciclo de las «Novelas españolas contemporáneas». 
Se trata de una de las obras menos conocidas de Galdós, cuya acción, casi contemporánea a su publicación (comienza en 1880 y concluye en 1884), transcurre en el Madrid de goce y especulación que acompañó los últimos años del reinado de Alfonso XII. 
Una insólita incursión en el mundo de las finanzas en «la capital del reino sometida al capital». Un Madrid que impregna la narración a través del núcleo familiar de su protagonista José María Bueno de Guzmán.

## Argumento
«Clarín», que tenía la mejor opinión sobre esta novela, resume así el argumento:

«Un don José María, rico. español inglés, como la doña Camila de Cervantes, tiene tres primas que son hermanas gemelas, las tres nerviosas como el mismo José María y como toda la parentela. El rico y desocupado primo enamora a la segunda prima, casada, y le compra cuantos muebles y trapos quiere la antojadiza Eloísa, que apenas se sacia con todos los de Madrid y muchos de París.

Muere Carrillo, que es el marido burlado, en brazos de José María, y éste, en vez de casarse, pasado el tiempo legal, con la viuda, según había prometido, se separa de ella poco a poco y la deja tomar otros amantes, mientras él se enamora de la prima menor, de Camila; y sin enamorarse, sólo por vengarse de Medina, otro marido que le da muchos cigarros, seduce también a María Juana, la hermana mayor, mujer del tal Medina. Camila, casada igualmente, no se da a partido; José María se desespera, su neurosis le deja postrado, convertido en un animal; y con medio cuerpo inmóvil, víctima de la hemiplejia, muere el ricacho sin probar la fruta más sabrosa, la que, además de prohibirla las leyes, prohibió el honor firme.»
Clarín (1887), pp. 119-120.

## Personajes
El elenco principal está circunscrito a determinados miembros radicados en Madrid de la familia andaluza Bueno de Guzmán:
- José María, protagonista y narrador del relato, de formación inglesa, rico, soltero, culto, descreído y nada respetuoso de las convenciones morales. Todo lo contrario, le atrae «lo prohibido», especialmente en materia de moral matrimonial.

- Eloísa, prima y amante adulterina de José María, casada con Pepe Carrillo de Albornoz, rico pero enfermo crónico, que muere durante el relato. Parece que esta muerte debería allanar el posterior matrimonio de Eloísa y José María, pero sucede lo contrario: precipita el hastío y el abandono de la relación por parte de él, y el refugio en el brillo social por parte de ella, que se dedica a cazar sucesivos amantes ricos que sean capaces de sufragar sus lujos.

- Camila, prima y hermana pequeña de Eloísa, casada con Constantino Miquis, militar sin fortuna. Camila es objeto del acoso erótico de José María tras haber perdido interés por Eloísa. Pero ese acoso no logra dar ningún fruto, mostrándose en todo momento Camila como una esposa modelo. Los rumores sociales que airean una deshonra infundada sobre el matrimonio precipitan la ruptura con José María, que no la puede soportar, cayendo enfermo.

- María Juana, prima también y hermana mayor de las anteriores. Casada con Cristóbal Medina, nuevo rico. No es acosada por José María, pero parece ser que a ella no le importaría.

El resto de la familia lo componen los tíos Rafael y Serafín, y el primo Raimundo, hermano de las anteriores, culto, hipocondríaco, que vive de dar sablazos a sus conocidos.
Galdós recurre en Lo prohibido a uno de los recursos heredados de Balzac, incluir en la trama personajes de otras novelas suyas. Así aparecen, una vez más: la de Bringas, (ambiciosa hasta el adulterio); la marquesa de San Salomó («ultracatólica y adúltera»), salida de las páginas de La familia de León Roch; el avispado y ambicioso Manolito Peña, alumno de Manso, aquí convertido ya en personaje político; o Constantino Miquis, tardío vástago de la familia que sostiene la trama de El doctor Centeno. Personajes secundarios, corales y, según observa Montesinos en su estudio, un tanto descabalados y antojadizos, pero ocupando con su presencia el escenario de la capital española hasta casi hacerla desaparecer.

## Escenario
Como telón de fondo de sus idas y venidas se ven panorámicas del Barrio de Salamanca, la Puerta del Sol, el Retiro o Atocha. Se callejea, poco, por la calle Montera para visitar el viejo edificio del Ateneo, a punto de ser relevado por el nuevo de la calle del Prado; entran y salen los personajes de la Chocolatería La Colonial, Lhardy, La Pajarita, Bolsín, el Café de Santo Tomás o el establecimiento de Abanicos Sierra en la Plazuela de Matute. Y como en un escenario metido dentro de otro, Juana Bueno, verá pasar desde su balcón la procesión del bicentenario de Calderón de la Barca.
En este «teatro del mundo» instala Galdós, una vez más, a su castiza heroína, la joven Camila, en un pulso de la naturaleza humana contra el cerco social, una lucha desigual y en esencia muy cervantina que luego repetirá en su siguiente novela Fortunata y Jacinta elevándola al límite de lo genial.

## Autoanálisis del autor
En una reflexión que algunos críticos han interpretado como autoanálisis,  Galdós pone en boca de Don Rafael, tío del protagonista, este párrafo que José Fernández Montesinos selecciona como síntesis de la novela: 

«Es el mal madrileño: esta indolencia, esta enervación que nos lleva a ser tolerantes con las infracciones de toda ley, así moral como económica, y a no ocuparnos de nada grave con tal que no nos falte el teatrito o la tertulia para pasar el rato de noche, el carruajito para zarandearnos, la buena ropa para pintarla por ahí, los trapitos de novedad para que a nuestras mujeres y a nuestras hijas las llamen elegantes y distinguidas, y aquí paro de contar porque no acabaría.»
Benito Pérez Galdós: Lo prohibido, parte II, cap. IX, III.

## Influencia en otros autores
El inicio del primer capítulo de Lo prohibido es utilizado por Julio Cortázar en el capítulo 34 de su novela Rayuela. En él se alternan líneas de Pérez Galdós con otras del autor argentino hasta casi el final del capítulo.

## Capítulos de la novela
I.—Refiero mi aparición en Madrid, y hablo largamente de mi tío Rafael y de mis primas María Juana, Eloísa y Camila.
II.—Indispensables noticias de mi fortuna, con algunas particularidades acerca de la familia de mi tío y de las cuatro paredes de Eloísa.
III.—Mi primo Raimundo, mi tío Serafín y mis amigos.
IV.—Debilidad.
V.—Hablo de otra dolencia peor que la pasada y de la pobre Kitty.
VI.—Las cuatro paredes de Eloísa.
VII.—La comida en casa de Camila.
VIII.—En que se aclaran cosas expuestas en el anterior.
IX.—Mucho amor (¡oh, París, París!), muchos números y la leyenda de las cuentas de vidrio.
X.—Carrillo valía más que yo.
XI.—Los jueves de Eloísa.
XII.—Espasmos de aritmética que acaban con cuentas de amor.
XIII.—Ventajas de vivir en casa propia. — La noche terrible.
XIV.—Hielo.
XV.—Refiero cómo se me murió mi ahijado y las cosas que pasaron después.
XVI.—De cómo al fin nos peleamos de verdad.
XVII.—Sigo narrando cosas que vienen muy a cuento en esta verdadera historia.
XVIII.—De los diferentes procedimientos usados por los madrileños para salir a veranear.
XIX.—Idilio campestre, piscatorio, nadante, mareante y trapístico. — Mala sombra de todos los idilios de cualquier clase que sean.
XX.—Doy cuenta de la agravación de mis males y del remedio que les aplicó. — Gonzalo Torres.
XXI.—Los lunes de María Juana.
XXII.—Varias cosillas que no debo dejar en el tintero, y la enfermedad de Eloísa.
XXIII.—De la más ruidosa y desagradable trapisonda que en mi vida vi.
XXIV.—Las liquidaciones de mayo y junio.
XXV.—Nabucodonosor.
XXVI.—Final.